# Cheilotrichia toklat
Cheilotrichia toklat är en tvåvingeart som först beskrevs av Alexander 1955.  Cheilotrichia toklat ingår i släktet Cheilotrichia och familjen småharkrankar. Inga underarter finns listade i Catalogue of Life.